# Intelligent transportation system
Con ITS (Intelligent Transport o Transportation Systems) o “sistemi di trasporto intelligenti” (STI), s'intende: 
«l'integrazione delle conoscenze nel campo delle telecomunicazioni, elettronica, informatica - in breve, la “telematica” - con l'ingegneria dei trasporti, per la pianificazione, progettazione, esercizio, manutenzione e gestione dei sistemi di trasporto. Questa integrazione è finalizzata al miglioramento della sicurezza della guida e all'incolumità delle persone (safety), alla sicurezza e protezione dei veicoli e delle merci (security), alla qualità, nonché all'efficienza dei sistemi di trasporto per i passeggeri e le merci, ottimizzando l'uso delle risorse naturali e rispettando l'ambiente".
Per il perseguimento di tali obiettivi, si richiede la combinazione di conoscenze e strumenti dell'ingegneria dei sistemi di trasporto con procedure, sistemi e dispositivi atti a permettere la raccolta, comunicazione, analisi e distribuzione di informazioni e dati tra soggetti, veicoli e merci in movimento, nonché tra questi e le infrastrutture o i servizi per il trasporto e le applicazioni della tecnologia dell'informazione.
Nella misura in cui il sistema di trasporti riguarda le tecnologie dell'informazione e la mobilità delle persone, si può trattare di “infomobilità”; questa può riguardare il trasporto su strada o ogni altro modo di trasporto come pure le relative interazioni» [ITS nei trasporti stradali, Ed. EGAF, 2013; da ITS-EDUNET, 2009].
Nella lingua italiana “ITS” può essere definito, letteralmente, come “Sistemi di trasporto intelligenti” (STI) - e così è indicato nella normativa recente - ma anche, forse più concretamente seppure in modo più limitativo, “Sistemi di trasporto interconnessi”; nel caso di un sistema di trasporto, l'aggettivo intelligente è usato quindi con riferimento all'intelligenza retrostante la tecnologia, indicando la capacità del sistema stesso d'interconnettere le sue componenti in maniera efficace, in relazione al perseguimento di un predeterminato obiettivo.
Con 'Intelligent Transportation Systems (ITS)' si definiscono anche gli sforzi e le tecnologie tese ad aggiungere l'Information and Communications Technology alle infrastrutture dei trasporti e dei veicoli. Punta a gestire fattori eterogenei come veicoli, carichi e strade al fine di aumentare la sicurezza riducendo l'usura dei veicoli, i tempi di trasporto ed i costi del carburante.

## Storia
L'ITS nasce dalla necessità di gestire i problemi causati dalla congestione del traffico attraverso una sinergia delle nuove tecniche informatiche per la simulazione, il controllo in tempo reale e le reti di comunicazione. Il traffico è in costante aumento in tutto il mondo, ed è il risultato di una crescente motorizzazione, urbanizzazione e della crescita demografica, nonché di un sostanziale cambiamento nella densità di popolazione. Il traffico riduce l'uso delle infrastrutture dei trasporti ed aumenta il tempo di percorrenza, l'inquinamento ed il consumo di carburante.
Negli Stati Uniti d'America, ad esempio, l'Indice di sviluppo umano mostra grandi aumenti nella motorizzazione e nell'urbanizzazione a partire dagli anni venti che hanno prodotto una migrazione della popolazione dalle campagne e dai centri urbani verso la creazione di sobborghi. L'economia industriale prese il posto dell'economia agricola, il che favorì lo spostamento demografico verso i centri urbani. Nello stesso momento, la motorizzazione obbligava le città ad espandersi visto che il sistema dei trasporti non poteva gestire la densità di popolazione. I sobborghi fornirono un ragionevole compromesso tra densità di popolazione ed accesso ad una grande varietà di lavori, qualità della vita e servizi già disponibili in aree maggiormente popolate. Inoltre, le infrastrutture dei sobborghi potevano essere costruite velocemente, favorendo una veloce transizione da un'economia rurale ad una urbana.
La recente attività governativa nell'area dell'ITS (in particolare negli Stati Uniti) è ulteriormente motivata dalla necessità percepita della sicurezza. Molti dei sistemi ITS hanno proposto di includere in questo campo la sorveglianza delle strade, che è una priorità della sicurezza personale. Buona parte dei fondi utilizzati arrivano da organizzazioni del campo della sicurezza. L'ITS può giocare un importante ruolo nell'evacuazione delle persone dai centri urbani dopo le calamità naturali.
Nell'Indice di sviluppo umano la migrazione verso i centri urbani si è sviluppata in modi leggermente differenti. In molte aree la crescente motorizzazione ha forzato la creazione di sobborghi. In aree come quella di Santiago del Cile, l'alta densità di popolazione è supportata da un sistema multimodale per il trasporto pedonale, di cicli, motocicli, autobus e treni. Una minima parte della popolazione può permettersi l'automobile, ma anche questi pochi mezzi congestionano l'intero sistema. Producono anche un notevole incremento dell'inquinamento atmosferico, creando un problema di sicurezza ed esacerbando gli animi con accuse d'iniquità sociale.
Altre parti del Developing World, come la Cina, restano prevalentemente rurali, ma si stanno rapidamente urbanizzando ed industrializzando. In questi paesi le infrastrutture dei trasporti si sviluppano contemporaneamente alla motorizzazione della popolazione. La grande differenza di capacità economiche fa in modo che solo una piccola parte della popolazione si possa permettere un mezzo motorizzato ma, nonostante questo, l'alto utilizzo dei mezzi pubblici è vanificato dall'uso che i "ricchi" fanno dei propri veicoli. In queste aree l'infrastruttura urbana si sta sviluppando molto rapidamente, fornendo un'opportunità per la costruzione di nuovi sistemi che incorporino l'ITS fin dall'inizio.

## Tecnologie d'Intelligent Transportation
Gli Intelligent Transportation Systems variano a seconda delle tecnologie applicate, dai sistemi di gestione base come navigatori satellitari, sistemi di controllo semaforici, o rilevatori di velocità per applicazioni di monitoraggio applicate a sistemi di telecamere a circuito chiuso, fino alle applicazioni avanzate che integrano dati in tempo reale provenienti da varie fonti esterne, tipo informazioni meteorologiche, sistemi sghiacciamento dei ponti e simili. Oltre a queste, altre tecniche di previsione sono state sviluppate per permettere modellazioni avanzate e comparazioni con dati storici. Alcune delle tecniche implementate nell'ITS sono descritte nelle sezioni seguenti.
Nel periodo compreso tra il 1992 ed il 1995, il settore ITS era conosciuto come Intelligent Vehicle Highway Systems (IVHS). In quel periodo si pensò che tutti i metodi di trasporto avrebbero potuto beneficiare dell'applicazione dell'information and communications technologies (ICT). Il termine ICT non aveva ancora un significato specifico. I leader globali dell'ITS capirono che era necessario un nome per descrivere l'applicazione dell'ICT al mondo dei trasporti e coniarono il nome Intelligent Transportation Systems.

### Comunicazioni wireless
Varie forme di tecnologie di comunicazione wireless sono state proposte per i sistemi d'Intelligent Transportation. Le comunicazioni a corto raggio (sotto i 500 metri) possono essere effettuate utilizzando il protocollo IEEE 802.11 o lo standard Dedicated Short Range Communications promosso dalla Intelligent Transportation Society of America e dal Dipartimento dei trasporti Americano. Teoricamente il range di questi protocolli può essere esteso utilizzando reti mobili ad hoc o Wireless mesh network.
Per le comunicazioni in spazi più ampi è stato proposto l'uso d'infrastrutture come il WiMAX (IEEE 802.16), Global System for Mobile Communications (GSM) o 3G. Le comunicazioni a lungo raggio che usano questi metodi sono stabili ma, a differenza dei protocolli a corto raggio, richiedono uno sviluppo d'infrastrutture estensivo e costoso. C'è una mancanza d'accordo su come l'economia possa supportare queste nuove infrastrutture.

### Tecnologie computazionali
Le recenti innovazioni nel campo dell'elettronica per auto ha portato all'introduzione di piccoli processori sui veicoli. Un veicolo di media qualità, all'inizio degli anni 2000 aveva tra i 20 ed i 100 moduli di controllo collegati in rete ed integrati con sistemi operativi in tempo-non-reale. Il trend attuale sta portando alla costruzione di microprocessori molto economici integrati con sistemi operativi in sistema real-time e gestione della memoria. Le nuove piattaforme embedded permettono di implementare applicazioni software più sofisticate, incluso un controllo dei processi e intelligenza artificiale. Probabilmente il più importante di questi, per quanto riguarda l'Intelligent Transportation Systems, è l'intelligenza artificiale.

### Floating car data (o Floating cellular data - FCD)
Quasi tutti gli automobilisti viaggiano con un telefono cellulare in macchina. Questi telefoni trasmettono continuamente la loro posizione alla rete - anche senza che venga stabilita una connessione. Possono essere usati come metodo per avere informazioni anonime sul traffico; mentre le auto si muovono, anche i cellulari lo fanno. Misurando ed analizzando triangolarmente i dati di rete (in formato anonimo) si possono convertire queste informazioni in flusso del traffico. Più una zona è congestionata, maggiore sarà il numero delle automobili, e di conseguenza quello dei cellulari. Nelle aree metropolitane la distanza esistente tra le antenne è breve e ciò porta ad una buona accuratezza. Non serve costruire nulla lungo le strade, basta la rete mobile dei telefoni. La tecnologia FCD fornisce molti vantaggi rispetto ai metodi esistenti di controllo del traffico:
- Economicità rispetto a sensori o camere
- Maggior copertura: tutte le strade
- Velocità di configurazione e minor manutenzione
- Funzionamento in tutte le condizioni meteorologiche, compresa la pioggia battente

### Tecnologie a sensori
Le attuali tecnologie hanno permesso l'aumento dell'Intelligent Transportation in tutto il mondo. I sistemi di sensori, nell'ITS, possono essere basati sulle infrastrutture, sui veicoli o su entrambi. Quelli basati sulle infrastrutture sono componenti installate o integrate nelle strade, o ai loro bordi (edifici, stazioni, semafori, ecc.). Del secondo tipo, ad esempio, fanno parte i sistemi di floating car data a cui abbiamo accennato sopra.

### Individuazione con cicli induttivi
I cicli induttivi possono essere posizionati nell'asfalto per poter individuare i veicoli di passaggio attraverso il calcolo del loro campo magnetico. I sensori più semplici si limitano a contare il numero di mezzi che, in un intervallo di tempo (tipicamente 60 secondi negli Stati Uniti), passano sul sensore, mentre i più sofisticati riescono a valutarne anche la velocità, la lunghezza, il peso e la distanza tra loro. Le bobine possono essere piazzate in linea singola o multipla, e funzionano con veicoli veloci e lenti, o addirittura fermi.

### Individuazione video
La misurazione del traffico attraverso l'uso di telecamere è un altro dei metodi utilizzati. Dal momento che i sistemi video non richiedono l'installazione di componenti nell'asfalto o ai bordi delle strade, questo genere di soluzione è definita "non intrusiva". I video catturati da camere in bianco e nero vengono passati ad un microprocessore che analizza le modifiche dell'immagine ripresa calcolandone il numero di veicoli. Le camere vengono solitamente montate su pali della luce o su strutture adiacenti alle strade. La maggior parte di questi sistemi richiede una configurazione al fine di "insegnare" al processore l'analisi delle immagini. Questa prima parte comprende l'inserimento di misure conosciute come l'altezza e la distanza della camera rispetto alla strada, nonché il suo angolo d'incidenza. Un singolo processore è in grado di gestire le immagini provenienti da quattro ad otto telecamere, a seconda dell'ampiezza del campo visivo e del modello. Un tipico output è un elenco delle velocità dei mezzi, il loro conteggio e una misura d'occupazione della carreggiata. Alcuni sistemi forniscono ulteriori risultati, come la distanza tra i veicoli, l'andamento nel tempo, il riconoscimento di veicoli fermi e di quelli che si muovono contromano.

## Applicazioni per l'Intelligent Transportation

### Raccolta elettronica del pedaggio
L'Electronic toll collection (ETC) permette ai veicoli di passare attraverso i caselli alla normale velocità del traffico, riducendo le code e raccogliendo in modo automatico il pedaggio. Originariamente i sistemi ETC venivano usati solo per il pedaggio, ultimamente sono stati inseriti anche per gestire le aree a traffico limitato nei centri cittadini, inserendo il cosiddetto pedaggio urbano.
Fino a pochi anni fa, molti sistemi ETC erano basati su apparecchiature radio montate nei veicoli che, attraverso l'uso di protocolli proprietari, identificavano i mezzi. Recentemente è stato fatto uno sforzo per standardizzare i protocolli facendoli convergere verso il Dedicated Short Range Communications, proposto dall'Intelligent Transportation Society of America, dall'ERTICO e dall'ITS Japan.
Le frequenze di comunicazione utilizzate sono diverse a seconda dello Stato d'appartenenza, ma tutte si collocano in una fascia attorno ai 5.9GHz (IEEE 802.11 WAVE) 
Anche l'Australia, attraverso il National Electronic Tolling Committee, sta cercando di sviluppare un sistema di raccolta elettronica dei pedaggi sull'intera rete stradale.
Gli altri sistemi utilizzati comprendono adesivi con codici a barre, targhe riconoscibili, trasmissione dati a infrarossi e Radio Frequency IDentification.

### Zone a traffico limitato
Le zone a traffico limitato vengono usate principalmente nei centri urbani in cui il trasporto pubblico è un'alternativa alla guida. Gli autisti che entrano in una zona a traffico limitato sono soggetti al pagamento di un pedaggio superiore al costo del trasporto pubblico.
Le zone a pedaggio urbano sono già una realtà a Singapore e Durham (Inghilterra).
Londra ha un'area estremamente vasta in cui le automobili devono pagare per entrare, uscire o, semplicemente, circolare.
Anche nella città di Milano, dal 2 gennaio 2008, è stato introdotto l'Ecopass (ora Area C), un pedaggio che i veicoli più inquinanti devono pagare per entrare nella Zona a Traffico Limitato (ZTL), corrispondente alla Cerchia dei Bastioni.